# Naniruaq
Naniruaq, tidigare namn Rabbit Island, är en ö i Kanada.   Den ligger i territoriet Nunavut, i den östra delen av landet, 1 900 km norr om huvudstaden Ottawa. Arean är 0,52 kvadratkilometer.
Terrängen på Naniruaq är platt. Öns högsta punkt är 56 meter över havet. Den sträcker sig 0,7 kilometer i nord-sydlig riktning, och 1,2 kilometer i öst-västlig riktning.